# Stade Arena Verde
Le Stade Arena do Município Verde (en portugais : Estádio Arena do Município Verde), également connu sous le nom de Stade Arena Verde (en portugais : Estádio Arena Verde), est un stade de football brésilien situé dans la ville de Paragominas, dans l'État du Pará.
Le stade, doté de 10 000 places et inauguré en 2012, sert d'enceinte à domicile à l'équipe de football du Paragominas Futebol Clube.

## Histoire
La construction du stade est achevée fin 2011.
Il est inauguré le 22 janvier 2012 lors d'une défaite 1-0 des locaux d'une sélection de joueurs de Paragominas contre le Paysandu (le premier but au stade étant inscrit par Zé Augusto, joueur de Paysandu).
Le record d'affluence au stade est de 9 336 spectateurs, lors d'une victoire 3-1 du Paragominas FC contre Clube do Remo le 5 mai 2013.

## Installations
Le stade compte huit cabines de presse, trois tribunes d'honneur, des tableaux d'affichage électroniques et quatre cafétérias.
L'éclairage se fait par six réflecteurs. La pelouse fait près de 15 000 m² et le système d'irrigation est automatique.